# ケンテナリア (小惑星)
ケンテナリア (1240 Centenaria) は、小惑星帯にある小惑星。リヒャルト・ショールがベルゲドルフのハンブルク天文台で発見した。
天文台の百周年を記念して名付けられた。